# Paragiljarovia hochae
Paragiljarovia
Genre
Espèce
Paragiljarovia hochae, unique représentant du genre Paragiljarovia, est une espèce fossile d'opilions dyspnois de la famille des Nemastomatidae.

## Distribution
Cette espèce a été découverte dans de l'ambre de la Baltique. Elle date du Paléogène.

## Systématique et taxinomie
Cette espèce a été décrite par Elsaka, Mitov et Dunlop en 2019.
Ce genre a été décrit par Mohamed Elsaka, Plamen Genkov Mitov et Jason Andrew Dunlop en 2019 dans les Nemastomatidae.

### Publication originale
- [Mohamed Elsaka, Plamen Genkov Mitov et Jason Andrew Dunlop 2019] (en) Mohamed Elsaka, Plamen Genkov Mitov et Jason Andrew Dunlop, « New fossil harvestmen (Arachnida: Opiliones) in the Hoffeins amber collection », Neues Jahrbuch für Geologie und Paläontologie - Abhandlungen, vol. 292, no 2,‎ 2019, p. 155–169 (DOI 10.1127/njgpa/2019/0815, lire en ligne ).